# 코지마 히데오
코지마 히데오(일본어: 小島秀夫, 표준어: 고지마 히데오, 1963년 8월 24일 ~ )는 도쿄도 세타가야구에서 출생하였으며 효고현 가와니시시에서 자랐던 일본의 게임 디자이너이다. 메탈 기어 시리즈와 《스내처》, 《폴리스너츠》 등의 게임을 감독했고, 《존 오브 엔더스》와 《우리들의 태양》 시리즈의 제작을 맡기도 했다.

## 참여 작품
- 《몽대륙 어드벤처 (1986) - 조감독
- 《로스트 월드》 (1986, 취소) - 각본/감독
- 《메탈 기어》 (1987) - 각본/감독
- 《스내처》 (1988) - 크리에이티브 프로듀서
- 《메탈 기어 2: 솔리드 스네이크》 (1990) - 각본/감독
- 《폴리스너츠》 (1994) - 각본/감독
- 《메탈 기어 솔리드》 (1998) - 각본/제작/감독
- 《메탈 기어 솔리드: 인테그럴》 (1999) - 각본/제작/감독
- 《메탈 기어 솔리드: VR 미션》 (1999) - 제작/감독
- 《메탈 기어: 고스트 바벨》 (2000) - 제작/관리 감독
- 《메탈 기어 솔리즈 2: 선즈 오브 리버티》 (2001) - 각본/제작/감독
- 《메탈 기어 솔리드 2: 서브스탠스》 (2002) - 각본/제작/감독
- 《존 오브 디 엔더스》 (2001) - 제작
- 《존 오브 디 엔더스: 더 세컨드 러너》 (2003) - 제작
- 《메탈 기어 솔리드 3: 스네이크 이터》 (2004) - 각본/제작/감독
- 《메탈 기어 솔리드: 더 트윈 스네이크》 (2004) - 각본/제작/원작 감독
- 《우리들의 태양》 (2004) - 제작
- 《속·우리들의 태양: 태양소년 쟝고》 (2004) - 제작
- 《메탈 기어 애시드》 (2004) - 제작
- 《메탈 기어 애시드 2》 (2005) - 제작
- 《신·우리들의 태양: 역습의 사바타》 (2005) - 제작
- 《메탈 기어 솔리드 3: 스네이크 이터|메탈 기어 솔리드 3: 서브시스턴스》 (2005) - 각본/제작/감독
- 《우리들의 태양: 쟝고와 사바타》 (2006) - 제작
- 《메탈 기어 솔리드: 디지털 그래픽 노벨》 (2006) - 제작/감독
- 《메탈 기어 솔리드 포터블 옵스》 (2006) - 각본/제작총괄
- 《메탈 기어 솔리드: 포터블 옵스 +》 (2007) - 각본/원작
- 《메탈 기어 솔리드: 디지털 그래픽 노벨 2》 (2007) - 제작/감독
- 《대난투 스매쉬 브라더스 X》 - 솔리드 스네이크 스테이지 디자인
- 《메탈 기어 솔리드 4: 건즈 오브 더 패트리어트》 (2008) - 각본/제작/감독
- 《메탈 기어 라이징 : 리벤전스》 (2013) - 기획
- 《메탈 기어 솔리드 V: 팬텀 페인》 (2015) - 각본/제작/감독
- 《데스 스트랜딩》 (2019)
- 《프로젝트 S》 (미정) - 스다 고이치와의 합작

### 영화
- 《버서스》 (2000) - 카메오
- 《아즈미》 (2003) - 카메오
- 《메탈 기어 솔리드》 (2008) - 제작총괄/각본